# Kacper Filipiak
Kacper Filipiak (* 19. November 1995 in Warschau) ist ein polnischer Snookerspieler. Er ist zweifacher polnischer Meister und spielte in den 2010er Jahren drei Jahre auf der internationalen Profitour.

## Karriere
Kacpar Filipiak qualifizierte sich im Alter von 15 Jahren mit dem Gewinn der U-21-Europameisterschaft für die Profitour. Damit wurde er zum bis dahin jüngsten Spieler, dem die Qualifikation für die Profitour gelang. Allerdings war seine erste Profisaison 2011/12 eine große Enttäuschung. Er war weitgehend überfordert und verlor ausnahmslos alle Partien bei Einzelturnieren klar, 10 Mal ohne einen Frame zu gewinnen. Große Ausnahme war der World Cup 2011, wo er mit Krzysztof Wróbel im Team für Polen antrat. Er gewann gegen John Higgins und Stephen Maguire, Nummer 2 bzw. 8 der Weltrangliste, und besiegte mit Marco Fu einen weiteren Topspieler. Für eine weitere Spielzeit auf der Tour reichte es aber nicht. Während seiner Profizeit trainierte Filipiak in Gloucester an der South West Snooker Academy.
In den folgenden Jahren blieb sein Interesse am Profisnooker erhalten. Er nahm an den für Amateure offenen PTC-Turnieren teil und spielte in der Q School und bei den Turnieren der EBSA Qualifying Tour um die Tourrückkehr. Auch bei den Europa- und Weltmeisterschaften der Amateure trat er an. Überall konnte er Achtungserfolge erringen, kam aber der Qualifikation nicht nahe.
2014 gelang ihm auf nationaler Ebene erstmals der Einzug ins Finale der polnischen Meisterschaft, in dem er Michał Zieliński mit 7:2 besiegte. Ein Jahr später wurde er durch einen 5:4-Sieg im Finale gegen Mateusz Baranowski polnischer U-21-Meister. Den Juniorentitel verteidigte er im Jahr darauf. Ab 2016 stand er viermal in Folge bei den Senioren im Finale, aber nach drei Niederlagen gelang ihm erst im Januar 2019 gegen Paweł Rogoza sein zweiter polnischer Meistertitel.
Zwei Jahre zuvor hatte Kacpar Filipiak sein Heimatland bei den World Games vertreten, die 2017 in Polen ausgetragen wurden. Beim Snooker Mixed erreichte er das Viertelfinale. Bei der WSF Championship 2018 kam Filipiak dann der Rückkehr auf die Profitour sehr nah. Im Halbfinale verlor er gegen den späteren Sieger Luo Honghao, beide Finalisten bekamen eine Tourcard. Im Jahr darauf erreichte er dann bei der Europameisterschaft das Finale, welches er mit 5:4 gegen den Engländer David Lilley gewann. Dadurch qualifizierte er sich für die Main-Tour-Spielzeiten 2019/20 und 2020/21.
Seine zweite Profizeit begann er mit einem Sieg über Zhao Xintong beim Riga Masters 2019. Danach folgten aber erst einmal vier Auftaktniederlagen, bevor ihm bei den Northern Ireland Open ein weiterer Sieg gelang. Vier weitere Male kam er in dieser Saison noch in Runde 2, immer bei kleineren Turnieren, außer am Saisonende bei der Weltmeisterschaft, wo er Andrew Pagett mit 6:3 schlug. Dies brachte ihn zu Beginn des zweiten Jahres immerhin auf Platz 76 der Rangliste. Die Saison 2020/21 fand wegen der COVID-19-Pandemie unter Quarantänebedingungen statt. Filipiak verlor seine ersten drei Spiele 0:3 und seine Niederlagenserie setzte sich bis zum Jahresende fort. Erst im Januar 2021 kam bei der WST Pro Series die Wende: Er gewann 3 seiner 7 Gruppenspiele. Anschließend erreichte er beim German Masters erstmals die dritte Runde und unterlag nur knapp mit 4:5 gegen Ding Junhui. Allerdings war die Saison schon weit fortgeschritten, und obwohl er bei der WM noch einmal bis in Runde 3 kam, reichte es nur für Platz 86 in der Endabrechnung, womit er seinen Profistatus wieder verlor. An der Q School nahm er danach nicht teil.

## Erfolge
- U21-Europameister (2011)
- Europameister (2019)
- Polnischer Meister (2014, 2019)